# جورج ألين (سياسي نيوزيلندي)
جورج ألين (بالإنجليزية: George Allen)‏ هو سياسي نيوزيلندي، ولد في 1814، وتوفي في 10 مايو 1899. انتخب عمدة ويلينغتون.